# Morti nel 756
| Questa pagina contiene informazioni ricavate automaticamente dalle voci biografiche con l'ausilio del template Bio e di un bot. L'aggiornamento è periodico e automatico e ricostruisce completamente la pagina. Se manca una persona in questa lista, sei pregato di non aggiungerla, ma accertati piuttosto che la sua voce biografica contenga il template Bio e che i dati anagrafici siano correttamente compilati. Se il template Bio manca, inseriscilo tu stesso o, in alternativa, metti l'avviso {{tmp\|Bio}} che ne segnala la mancanza. Se i dati riportati sono sbagliati, correggi direttamente la voce biografica; le modifiche saranno visibili in questa lista entro pochi giorni. Per chiarimenti vedi il progetto biografie. La lista contiene solo le 9 persone che sono citate nell'enciclopedia e per le quali è stato implementato correttamente il template Bio. Pagina aggiornata al 10 feb 2025. |

- 15 febbraio - Wilfrido della Gherardesca, monaco cristiano longobardo
- 4 giugno - Shōmu, imperatore giapponese (n. 701)
- 15 luglio - Yang Guifei, cinese (n. 719)
- ʿAbd Allāh ibn al-Muqaffaʿ, scrittore persiano
- Astolfo, re longobardo
- Baldredo, abate scozzese
- Cuthred del Wessex, sovrano britannico
- Kormisoš di Bulgaria, sovrano bulgaro
- Lotario di Séez, vescovo franco